# Inchy-en-Artois
Inchy-en-Artois település Franciaországban, Pas-de-Calais megyében. Lakosainak száma 576 fő (2022. január 1.). Inchy-en-Artois Baralle, Boursies, Doignies, Mœuvres, Buissy, Pronville-en-Artois és Sains-lès-Marquion községekkel határos.

## Népesség
A település népességének változása:
| Lakosok száma | 621  | 615  | 631  | 624  | 609  | 593  | 578  | 576  | 576  |
|               | 2013 | 2015 | 2016 | 2017 | 2018 | 2019 | 2020 | 2021 | 2022 |